# Hydrocyphon kopetdaghensis
Hydrocyphon kopetdaghensis es una especie de coleóptero de la familia Scirtidae.

## Distribución geográfica
Habita en Turkmenistán.